# Olympische Sommerspiele 1992/Teilnehmer (Tschechoslowakei)
| Gelbes Symbol für Goldmedaillen mit stilisierten Olympischen Ringen | Graues Symbol für Silbermedaillen mit stilisierten Olympischen Ringen | Braundes Symbol für Bronzemedaillen mit stilisierten Olympischen Ringen |
| ------------------------------------------------------------------- | --------------------------------------------------------------------- | ----------------------------------------------------------------------- |
| 4                                                                   | 2                                                                     | 1                                                                       |

Die Tschechoslowakei nahm an den Olympischen Sommerspielen 1992 in Barcelona mit einer Delegation von 208 Athleten (146 Männer und 62 Frauen) an 121 Wettkämpfen in 25 Sportarten teil. Es war die letzte Teilnahme an Olympischen Spielen vor der Auflösung der Tschechoslowakei zum Jahresende. Fahnenträger bei der Eröffnungsfeier war der Ringer Jozef Lohyňa.

## Teilnehmer nach Sportarten

### Badminton
| Männer - Tomasz Mendrek Einzel: 2. Runde | Frauen - Eva Lacinová Einzel: 1. Runde |

### Basketball
Frauen
- 6. Platz
- Kader
Eva Antalecová
Eva Berková
Iveta Bieliková
Adriana Chamajová
Andrea Chupíková
Erika Dobrovičová-Buriánová
Renáta Hiráková
Anna Janoštinová-Kotočová
Martina Liptáková
Eva Němcová
Milena Rázgová
Kamila Vodičková

### Bogenschießen
Männer
- Martin Hámor
Einzel: 65. Platz

### Boxen
Männer
- Michal Franek
Mittelgewicht: 1. Runde
- Peter Hrivňák
Superschwergewicht: Viertelfinale
- Vojtěch Rückschloss
Schwergewicht: Viertelfinale
- Stanislav Vagaský
Fliegengewicht: 1. Runde

### Fechten
Männer
- Aleš Depta
Degen, Einzel: 16. Platz
Degen, Mannschaft: 9. Platz
- Jiří Douba
Degen, Einzel: 21. Platz
Degen, Mannschaft: 9. Platz
- Michal Franc
Degen, Mannschaft: 9. Platz
- Roman Ječmínek
Degen, Einzel: 35. Platz
Degen, Mannschaft: 9. Platz
- Tomáš Kubíček
Degen, Mannschaft: 9. Platz

### Gewichtheben
Männer
- Miloš Čiernik
II. Schwergewicht: 16. Platz
- René Durbák
Leichtschwergewicht: 19. Platz
- Jaroslav Jokeľ
I. Schwergewicht: 14. Platz
- Petr Krol
I. Schwergewicht: 12. Platz
- Jiří Zubrický
Superschwergewicht: 6. Platz

### Handball
Männer
- 9. Platz
- Kader
Petr Baumruk
Roman Bečvář
Zoltán Bergendi
Milan Folta
Petr Házl
Ľuboš Hudák
Peter Kakaščík
Peter Kalafut
Václav Lanča
Peter Mesiarik
Bohumír Prokop
Ján Sedláček
Martin Šetlík
Ľubomír Švajlen
Michal Tonar
Zdeněk Vaněk

### Judo
| Männer - Pavel Petřikov Halbleichtgewicht: 9. Platz - Petr Šedivák Ultraleichtgewicht: 23. Platz - Jiří Sosna Halbschwergewicht: 17. Platz - Josef Věnsek Leichtgewicht: 18. Platz | Frauen - Miroslava Jánošíková Halbmittelgewicht: 9. Platz |

### Kanu
| Männer - Attila Szabó Kajak-Einer, 500 Meter: Halbfinale - Róbert Erban Kajak-Einer, 1000 Meter: Hoffnungslauf - Luboš Hilgert Kajak-Einer, Slalom: 23. Platz - Pavel Přindiš Kajak-Einer, Slalom: 24. Platz - Róbert Erban & Juraj Kadnár Kajak-Zweier, 500 Meter: Halbfinale - Petr Hruška & René Kučera Kajak-Zweier, 1000 Meter: 7. Platz - Róbert Erban, Juraj Kadnár, Attila Szabó & Jozef Turza Kajak-Vierer, 1000 Meter: 4. Platz - Slavomír Kňazovický Canadier-Einer, 500 Meter: 4. Platz - Jan Bartůněk Canadier-Einer, 1000 Meter: 8. Platz - Lukáš Pollert Canadier-Einer, Slalom: Gold - Juraj Ontko Canadier-Einer, Slalom: 8. Platz - Jakub Prüher Canadier-Einer, Slalom: 29. Platz - Jan Bartůněk & Waldemar Fibigr Canadier-Zweier, 500 Meter: 8. Platz - Jiří Rohan & Miroslav Šimek Canadier-Zweier, Slalom: Silber - Pavel Štercl & Petr Štercl Canadier-Zweier, Slalom: 6. Platz - Jan Petříček & Tomáš Petříček Canadier-Zweier, Slalom: 7. Platz | Frauen - Zdeňka Grossmannová Kajak-Einer, Slalom: 7. Platz - Štěpánka Hilgertová Kajak-Einer, Slalom: 12. Platz - Marcela Sadilová Kajak-Einer, Slalom: 20. Platz - Jitka Janáčková & Pavlína Jobánková Kajak-Zweier, 500 Meter: Hoffnungslauf - Vladimíra Havelková, Jitka Janáčková, Pavlína Jobánková & Ivana Vokurková Kajak-Vierer, 500 Meter: Hoffnungslauf |

### Leichtathletik
| Männer - Pavol Blažek 20 Kilometer Gehen: 17. Platz 50 Kilometer Gehen: 29. Platz - Imrich Bugár Diskuswurf: 20. Platz in der Qualifikation - Karel David Marathon: 19. Platz - Milan Gombala Weitsprung: 25. Platz in der Qualifikation - Igor Kollár 20 Kilometer Gehen: 19. Platz - Igor Kováč 110 Meter Hürden: Vorläufe - Jozef Kucej 400 Meter Hürden: Vorläufe - Milan Mikuláš Dreisprung: 15. Platz in der Qualifikation - Roman Mrázek 50 Kilometer Gehen: 5. Platz - Pavel Sedláček Hammerwurf: 24. Platz in der Qualifikation - Pavol Szikora 50 Kilometer Gehen: 27. Platz - Ján Záhončík 20 Kilometer Gehen: 28. Platz - Jan Železný Speerwurf: Gold - Robert Změlík Zehnkampf: Gold | Frauen - Šárka Kašpárková Hochsprung: 25. Platz in der Qualifikation - Vladimíra Malátová-Racková Diskuswurf: 18. Platz in der Qualifikation - Šárka Nováková Hochsprung: 34. Platz in der Qualifikation - Alena Peterková Marathon: 24. Platz |

### Moderner Fünfkampf
Männer
- Petr Blažek
Einzel: 14. Platz
Mannschaft: 9. Platz
- Tomáš Fleissner
Einzel: 29. Platz
Mannschaft: 9. Platz
- Jiří Prokopius
Einzel: 57. Platz
Mannschaft: 9. Platz

### Radsport
Männer
- Michal Baldrián
4000 Meter Einerverfolgung: 14. Platz
- Jaroslav Jeřábek
Sprint: 3. Runde
- Miloslav Kejval
Straßenrennen: 27. Platz
- Pavel Padrnos
Straßenrennen: 69. Platz
- Lubor Tesař
Punktefahren: 5. Platz
- František Trkal
Straßenrennen: 25. Platz
- Jaroslav Bílek, Miroslav Lipták, Pavel Padrnos & František Trkal
100 Kilometer Zeitfahren: 8. Platz
- Svatopluk Buchta, Rudolf Juřícký, Jan Panáček & Pavel Tesař
4000 Meter Mannschaftsverfolgung: 8. Platz

### Reiten
- Jiří Pecháček auf Garta
Springen, Einzel: 83. Platz in der Qualifikation

### Rhythmische Sportgymnastik
Frauen
- Lenka Oulehlová
Einzel: 8. Platz
- Jana Šramková
Einzel: 16. Platz

### Ringen
Männer
- Pavel Frinta
Mittelgewicht, griechisch-römisch: 8. Platz
- Jozef Lohyňa
Mittelgewicht, Freistil: 5. Platz
- Jozef Palatinus
Halbschwergewicht, Freistil: 3. Runde
- Milan Revický
Weltergewicht, Freistil: 3. Runde
- Juraj Štěch
Superschwergewicht, Freistil: 2. Runde
- Jindřich Vavrla
Federgewicht, griechisch-römisch: 2. Runde
- Jaroslav Zeman
Weltergewicht, griechisch-römisch: 7. Platz

### Rudern
| Männer - Václav Chalupa Einer: Silber - Michal Dalecký, Oldřich Hejdušek & Dušan Macháček (+ Pavel Sokol) Zweier mit Steuermann: 16. Platz - Petr Batěk, Jan Kabrhel, Richard Krejčí, Martin Svoboda & Ivo Žerava Vierer mit Steuermann: 10. Platz - Jan Beneš, Petr Blecha, Dušan Businský, Ondřej Holeček, Pavel Menšík, Jiří Pták, Jiří Šefčík, Pavel Sokol & Radek Zavadil Achter: 12. Platz | Frauen - Michaela Burešová-Loukotová, Hana Kafková, Ľubica Novotníková-Kurhajcová & Irena Soukupová Doppelvierer: 6. Platz - Renata Beránková, Hana Dariusová, Eliška Jandová, Lenka Kováčová, Martina Šefčíková, Sabina Telenská, Michaela Vávrová, Hana Žáková & Lenka Zavadilová Achter: 8. Platz |

### Schießen
| Männer - Milan Bakeš Kleinkaliber, Dreistellungskampf: 21. Platz Kleinkaliber, liegend: 31. Platz - Miroslav Januš Laufende Scheibe: 9. Platz - Stanislav Jirkal Luftpistole: 10. Platz Freie Pistole: 22. Platz - Petr Kůrka Luftgewehr: 13. Platz Kleinkaliber, Dreistellungskampf: 11. Platz - Dalimil Nejezchleba Luftgewehr: 21. Platz - Luboš Račanský Laufende Schiebe: Bronze - Jindřich Skupa Schnellfeuerpistole: 13. Platz - Miroslav Varga Kleinkaliber, liegend: 31. Platz | Offene Klasse - Luboš Adamec Skeet: 11. Platz - Leoš Hlaváček Skeet: 16. Platz - Petr Hrdlička Trap: Gold - Pavel Kubec Trap: 5. Platz - David Valter Skeet: 21. Platz | Frauen - Dagmar Bílková Luftgewehr: 4. Platz Kleinkaliber, Dreistellungskampf: 24. Platz - Regina Kodymová-Jirkalová Luftpistole: 47. Platz Sportpistole: 21. Platz - Lenka Koloušková Luftgewehr: 17. Platz Kleinkaliber, Dreistellungskampf: 9. Platz - Jindřiška Šimková Luftpistole: 24. Platz Sportpistole: 14. Platz |

### Schwimmen
| Männer - Radek Beinhauer 100 Meter Brust: 32. Platz 200 Meter Brust: 13. Platz - Rastislav Bizub 100 Meter Rücken: 24. Platz 200 Meter Rücken: 23. Platz - Marcel Blažo 100 Meter Rücken: 26. Platz 200 Meter Rücken: 19. Platz | Frauen - Hana Černá 400 Meter Freistil: 16. Platz 200 Meter Lagen: 22. Platz 400 Meter Lagen: 14. Platz - Lenka Maňhalová 100 Meter Brust: 29. Platz 200 Meter Lagen: 24. Platz - Martina Moravcová 50 Meter Freistil: 29. Platz 100 Meter Freistil: 18. Platz 100 Meter Rücken: 31. Platz 100 Meter Schmetterling: 19. Platz - Olga Šplíchalová 400 Meter Freistil: 14. Platz 800 Meter Freistil: 6. Platz - Helena Straková 100 Meter Rücken: 30. Platz 200 Meter Rücken: 30. Platz |

### Segeln
| Männer - Patrik Hrdina Windsurfen: 25. Platz | Frauen - Radmila Dobnerová & Renata Srbová 470er: 16. Platz |

### Synchronschwimmen
Frauen
- Lucie Svrčinová
Einzel: 20. Platz

### Tennis
| Männer - Marián Vajda Einzel: 1. Runde | Frauen - Jana Novotná Einzel: 1. Runde Doppel: Viertelfinale - Andrea Strnadová Doppel: Viertelfinale - Helena Suková Einzel: 2. Runde - Radka Zrubáková Einzel: 1. Runde |

### Tischtennis
| Männer - Tomáš Jančí Einzel: Gruppenphase - Petr Korbel Einzel: Gruppenphase - Roland Vími Einzel: Gruppenphase | Frauen - Marie Hrachová Einzel: Achtelfinale Doppel: Gruppenphase - Jaroslava Mihočková Doppel: Gruppenphase |

### Turnen
| Männer - Arnold Bugár Einzelmehrkampf: 77. Platz in der Qualifikation Boden: 79. Platz in der Qualifikation Pferd: 74. Platz in der Qualifikation Barren: 74. Platz in der Qualifikation Reck: 58. Platz in der Qualifikation Ringe: 84. Platz in der Qualifikation Seitpferd: 75. Platz in der Qualifikation - Martin Modlitba Einzelmehrkampf: 62. Platz in der Qualifikation Boden: 77. Platz in der Qualifikation Pferd: 33. Platz in der Qualifikation Barren: 71. Platz in der Qualifikation Reck: 23. Platz in der Qualifikation Ringe: 72. Platz in der Qualifikation Seitpferd: 66. Platz in der Qualifikation | Frauen - Daniela Bártová Einzelmehrkampf: 61. Platz in der Qualifikation Boden: 63. Platz in der Qualifikation Pferd: 56. Platz in der Qualifikation Stufenbarren: 67. Platz in der Qualifikation Schwebebalken: 56. Platz in der Qualifikation - Pavla Kinclová Einzelmehrkampf: 24. Platz Boden: 38. Platz in der Qualifikation Pferd: 43. Platz in der Qualifikation Stufenbarren: 83. Platz in der Qualifikation Schwebebalken: 25. Platz in der Qualifikation - Iveta Poloková Einzelmehrkampf: 58. Platz in der Qualifikation Boden: 83. Platz in der Qualifikation Pferd: 56. Platz in der Qualifikation Stufenbarren: 61. Platz in der Qualifikation Schwebebalken: 45. Platz in der Qualifikation |

### Wasserball
Männer
- 12. Platz
- Kader
Roman Bačík
Eduard Balúch
Vidor Borsig
Tomáš Bundschuh
Pavol Dindžík
Peter Horňák
Július Iždinský
Miroslav Jančich
Štefan Kmeťo
Roman Polačik
Peter Veszelits
Ladislav Vidumanský

### Wasserspringen
Frauen
- Heidemarie Bártová-Grécká
Kunstspringen: 4. Platz